# Görgényadorján
Görgényadorján (románul: Adrian) falu Romániában, Maros megyében.

## Története
Görgényadorján nevét 1333-ban Yordani, 1393-ban Adrian néven említette oklevél. 1453-ban Adrianus, 1808-ban Adorján, 1913-ban Görgényadorján néven írták.
Az 1332 – 1337 között összeállított pápai tizedjegyzék szerint római-katolikus lakossága volt, papját Henriknek hívták.
A település az 1453-as adatok szerint Görgény vár tartozékaként szerepelt. A 15. században románok költöztek a faluba.
1910-ben 386 lakosából 6 magyar, 5 német, 324 román, 51 cigány volt. Ebből 375 görögkatolikus, 6 református, 5 izraelita volt.
A trianoni békeszerződésig Maros-Torda vármegye Régeni alsó járásához tartozott.
Ma Görgényszentimre község része.

## Népessége
2002-ben 318 lakosa volt, ebből 292 román, 22 cigány és 2 magyar nemzetiségű.

## Vallások
A falu lakói közül 302-en ortodox, 10-en görögkatolikus, 1 fő református és 3-an adventista hitűek.